# Jake Abel
Jacob Allen "Jake" Abel (født 18. november 1987) er amerikansk model og skuespiller. Han er mest kendt for sin rolle i filmen, Percy Jackson & lyntyven som forræderen Luke og som Adam Milligan og Ærkeenglen Mikael i Supernatural, men har også spillet med i store hit-serier og -film som The Host og I Am Number Four.

## Udvalgt filmografi
| - Percy Jackson & lyntyven (2010) – Luke Castellan - I Am Number Four (2011) – Mark James - The Host (2013) – Ian O'Shea - Percy Jackson & Uhyrernes hav (2013) – Luke Castellan | - Supernatural (2009–2010) – Adam Milligan/Michael |